# Казачка (Калининский район)
Казачка — село в Калининском районе Саратовской области Российской Федерации, является административным центром Казачкинского муниципального образования.

## География
Село, являющееся центром Казачкинского муниципального образования, расположено на реке Терса в 143 км от Саратова и в 38 км от Калининска. Имеется автобусное сообщение с крупными городами; ближайшая железнодорожная станция находится в Калининске.

## Население
| 1939 | 2002  | 2010  |
| ---- | ----- | ----- |
| 1254 | ↗2011 | ↘1709 |

По данным переписи населения в 2010 году в селе проживали 1709 человек, из них 780 мужчин и 989 женщин.

## История
Село Казачка было основано в 1810-х годах как владельческая деревня и принадлежало помещику Чихачёву, который переселил в Казачку и окрестные угодья крепостных из Рязанской, Тамбовской и Пензенской губерний. С юга к деревне прилегал торговый тракт из Моршанска в Елань. Деревня являлась центром Казачинской волости Балашовского уезда Саратовской губернии. В 1858 году в Казачку из Александровки была перенесена деревянная Христорождественская церковь без колокольни, построенная на средства Чихачёва. До отмены крепостного права в Казачке насчитывалось 33 двора, в которых проживали 197 мужчин и 218 женщин. В 1875 году была открыта земская школа. В 1883 году отреставрирована церковь, а в 1895 году к ней была пристроена колокольня. 
По данным переписи 1910 года в Казачке имелось 141 домохозяйство, где проживали 397 мужчин и 398 женщин. Крестьяне обрабатывали 358 десятин надельной земли и 731 десятину арендованной. Половину земель отводили для посева пшеницы, треть для посева овса, остальное — для посева ржи и просо. В хозяйствах имелось 246 голов рабочего, 168 молочного, 186 гулевого, 1044 мелкого скота. Также имелось 80 железных плугов, 23 сеялки, 24 жнейки, 10 молотилок, 325 веялок. В селе помимо земской к 1910 году работала также смешанная церковно-приходская школа.
В 1919 году в окрестностях Казачки шли бои гражданской войны между «красными» и «зелёными», предводителями последних были балашовец Козлов и дворянин Аблов.
После прихода Светской власти в 1929 году была закрыта церковь, её имущество передано в сельсовет, а колокол отдан для нужд местного зернового совхоза имени 50-летия товарища Сталина, позднее переименованного в совхоз имени Ленина. В 1931 году при совхозе были открыты электростанция и ремонтная мастерская; имелась также авторемонтная мастерская, находившаяся в ведении автоконторы Зернотреста. 18 января 1935 года в составе Саратовского края был образован Казачинский район. В 1939 году в Казачке была открыта средняя школа.
В 1954–1957 годах Казачинский район входил в состав Балашовской области, однако 30 сентября 1958 года район был упразднён как территориальная единица и вошёл в состав Калининского района. В последние годы советской власти Казачка была центром одноимённого сельсовета; здесь же располагались конторы совхозов «Казачкинский» и имени Ленина. В 1986 году школа была перенесена в новое трёхэтажное здание, в котором имелись библиотека, столовая и спортзал.

## Инфраструктура
В селе имеются средняя общеобразовательная школа, детский сад, дом культуры, больница, отделение связи, магазины, фермерское предприятие. В 2008 году в Казачке была восстановлена церковь, освящённая 3 мая епископом Саратовский и Вольским Лонгином. В центре Казачки располагаются памятники Ленину и жителям села, погибшим во время Великой Отечественной войны.

## Известные люди, связанные с селом
Это село является родиной известного саратовского художника Владимира Ракчеева.
Здесь жил и работал Герой Советского Союза Иван Григорьевич Каковкин.
Здесь трудилась Герой Социалистического Труда Вера Григорьевна Елисеева.

## Фотогалерея

Виды села
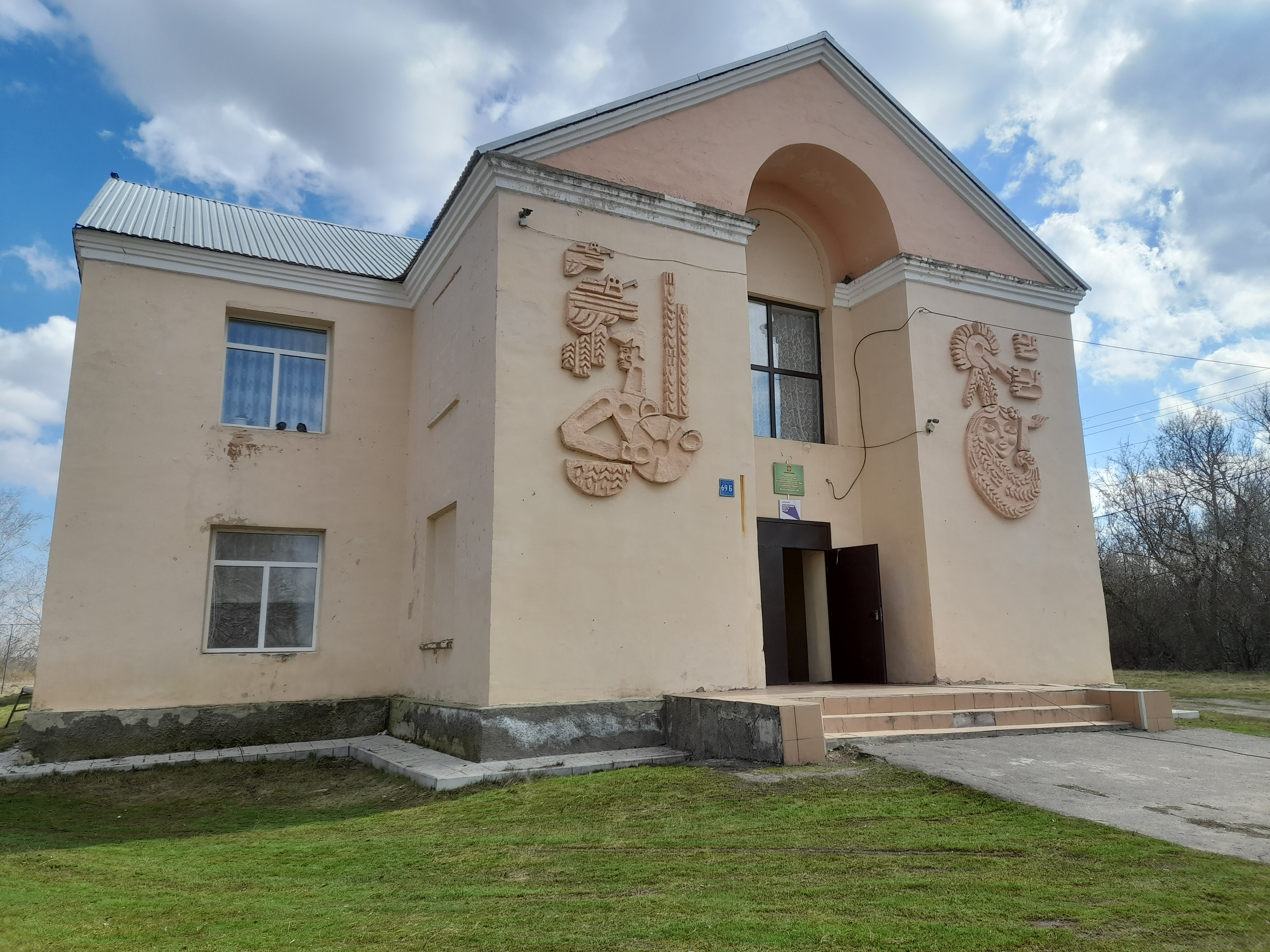
Сельский Дом культуры
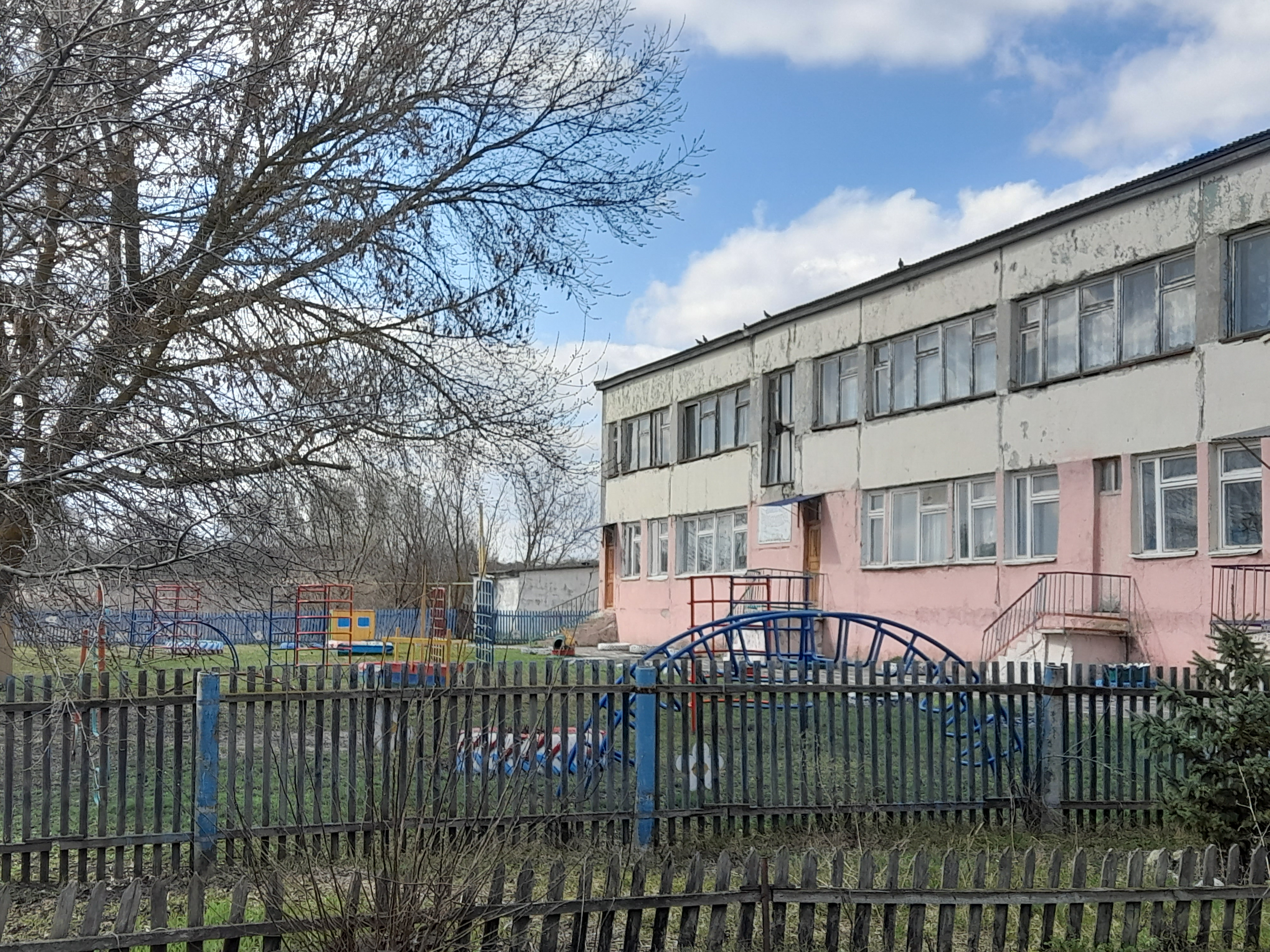
Детский сад
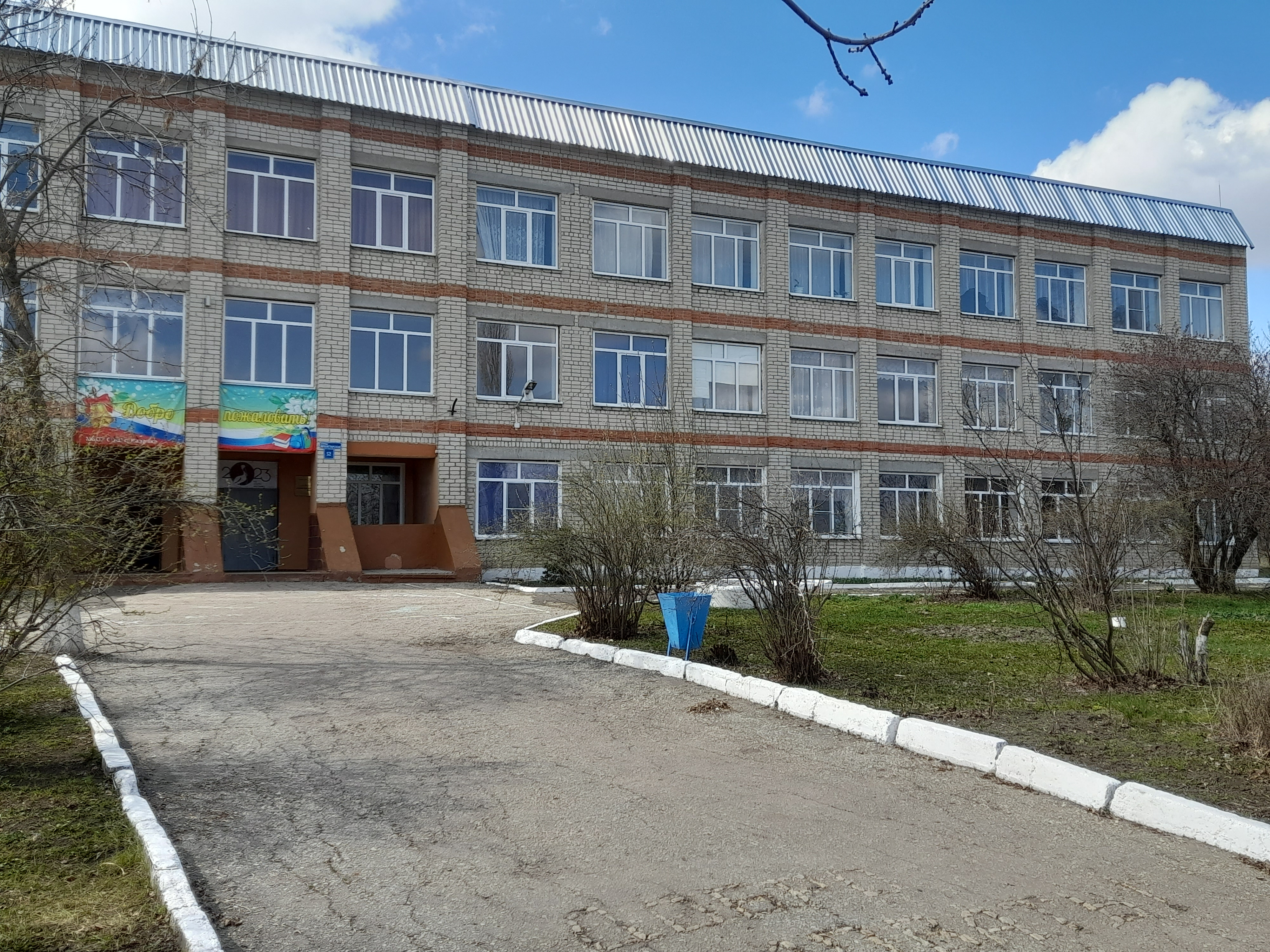
Школа
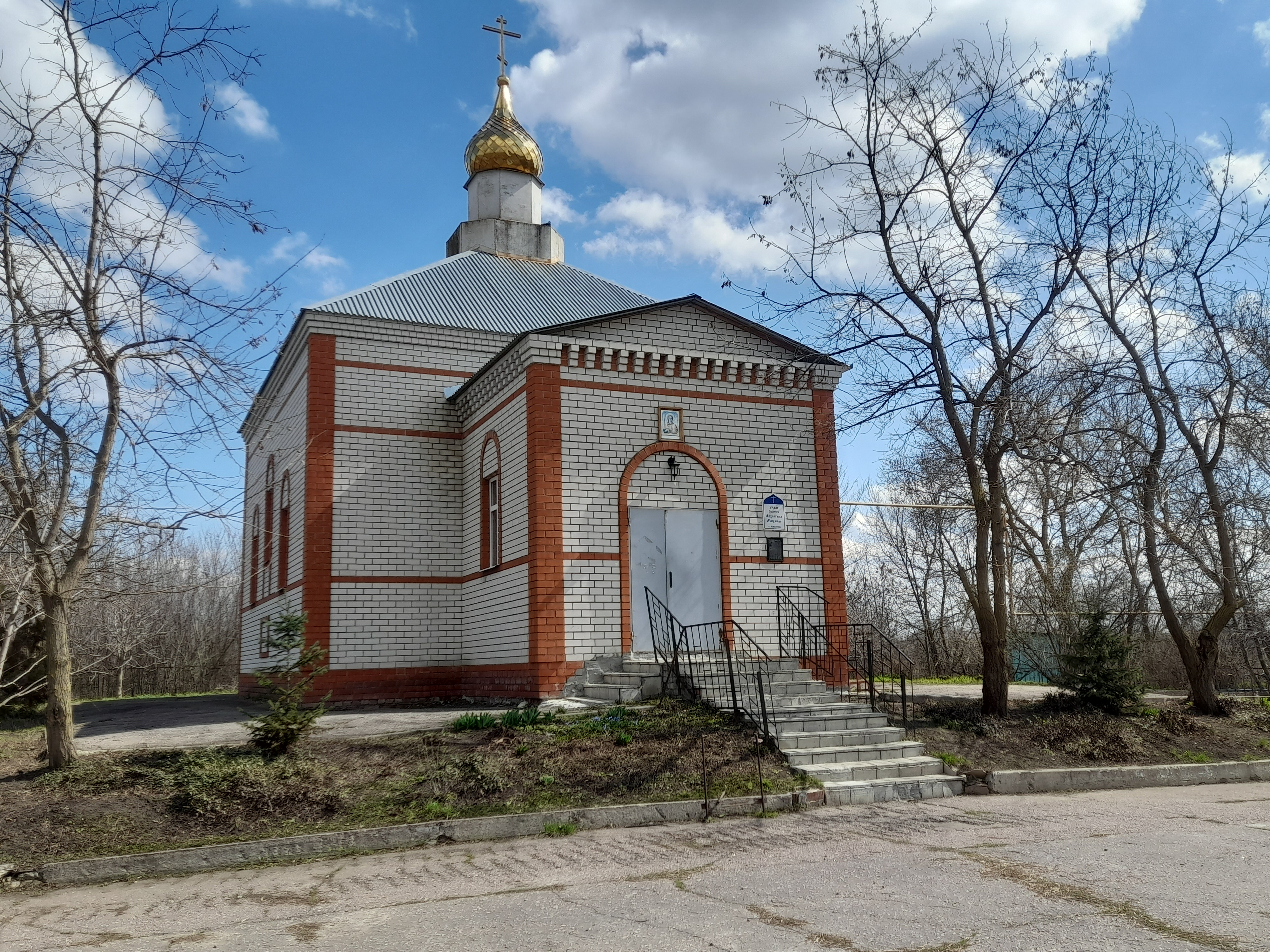
Храм

Виды села
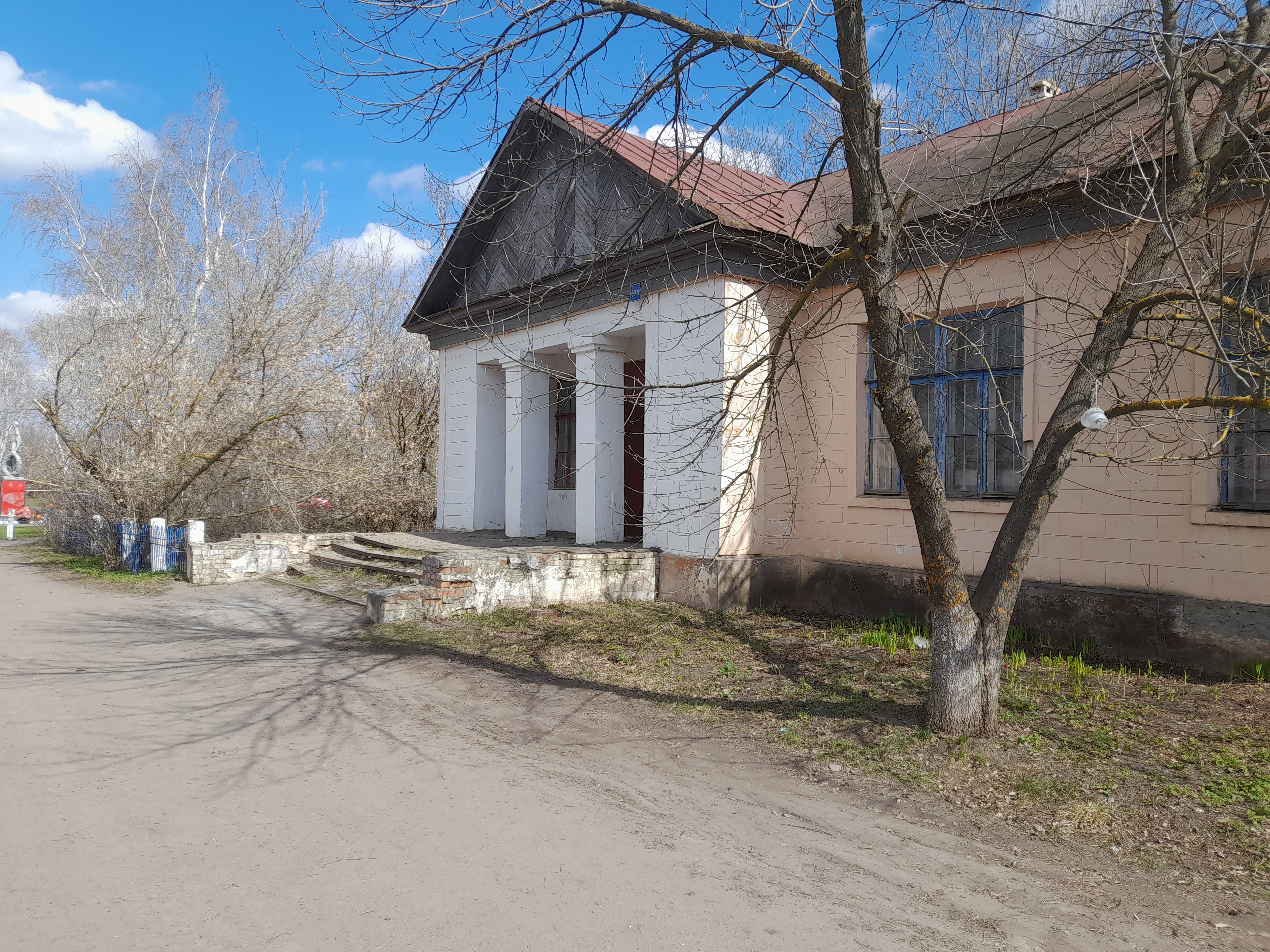
Строение
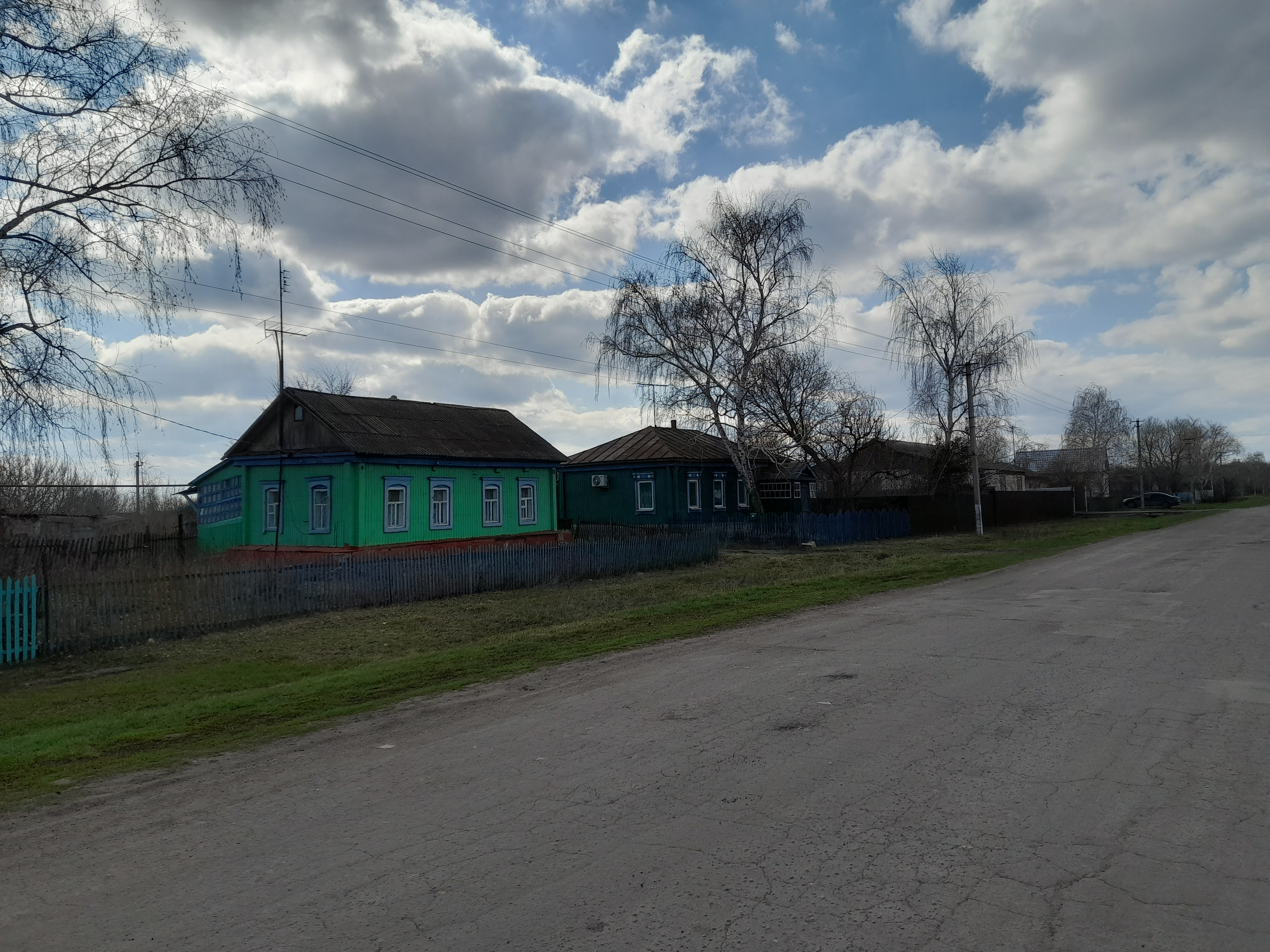
Сельская улица
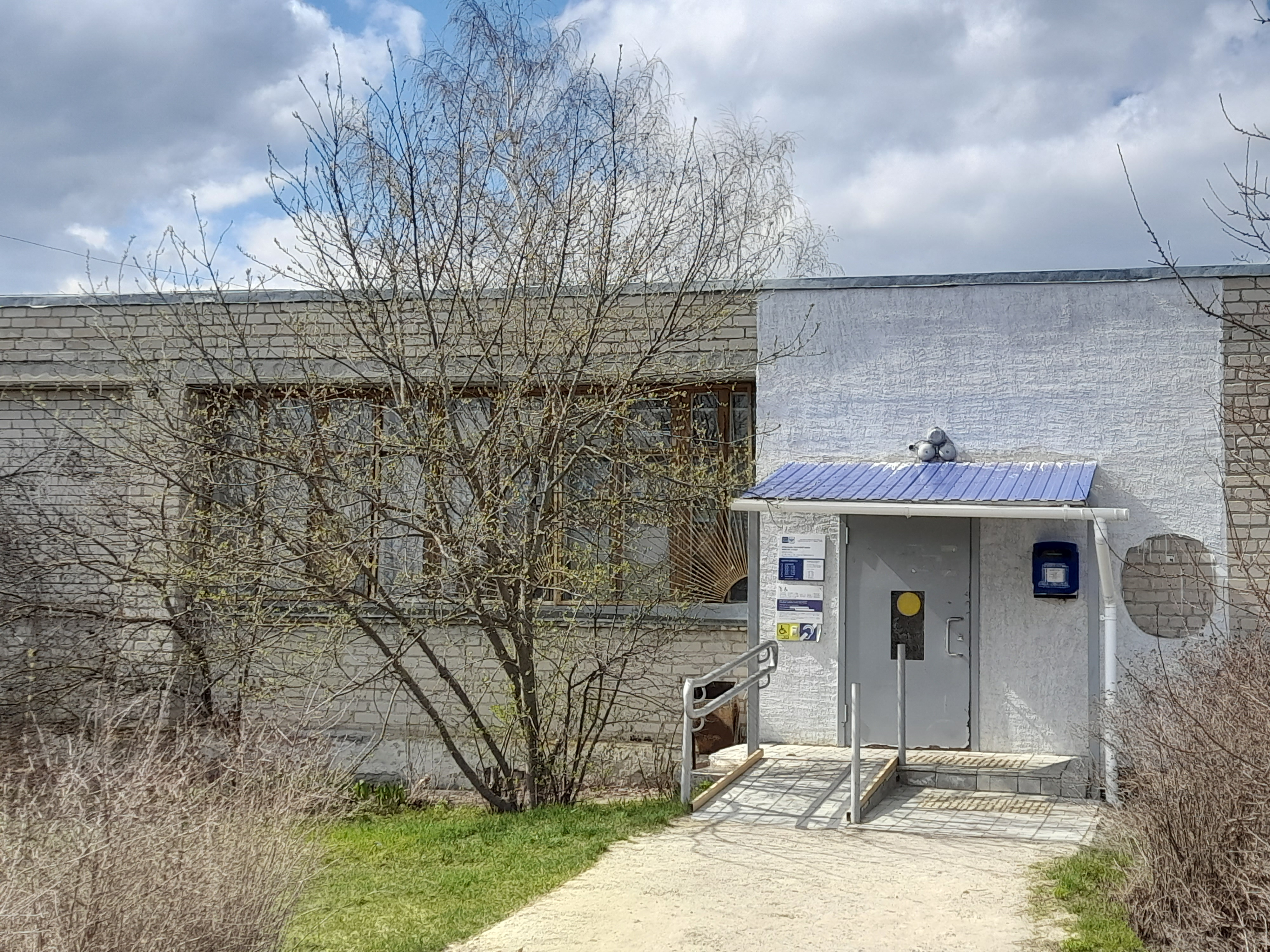
Сельская почта